# Iedera
Iedera es una comuna ubicada en el distrito de Dâmbovița, Rumania.

## Superficie
Posee una superficie de 53,41 kilómetros cuadrados.

## Demografía
Hasta 2021 la población era de 3625 habitantes, con una densidad de población de 67,87 habitantes por kilómetro cuadrado.